# Радегунда
Радегунда (на латински: Radegund, Radegunde, по Павел Дякон също Rathecunda, Ranicunda, Radicunda, Radegunda) е кралица на лангобардите.

## Биография
Дъщеря е на Бизин († ок. 507 г.), крал на тюрингите (ок. 459 – ок. 507 г.), и Мения. Има вероятно три братя – кралете Херминафрид († 534; който се жени за Амалаберга, племенница на Теодорих Велики), Бадерих († 529) и Бертахар († 525).
Омъжва се за Вахо, от фамилията Летинги, крал на лангобардите от 510 до 540 г. Бракът е без деца.
Вахо се омъжва след това за Аустригуза, дъщеря на Туризинд, крал на гепидите.